# Francisco I de Conti
Francisco de Borbón-Condé, príncipe de Conti (La Ferté-sous-Jouarre, 19 de agosto de 1558 - París, 3 de agosto de 1614), fue el tercer hijo del matrimonio formado por el noble francés Luis de Borbón, príncipe de Condé y Leonor de Roye, condesa de Roucy. Era hermano de Enrique de Borbón, que sería el futuro príncipe de Condé, y de Carlos de Borbón, conde de Soissons. Al nacer, su padre le dio el título de marqués de Conti, pero en el año 1581, fue elevado al rango de príncipe de Conti.

## Biografía
A diferencia de la mayoría de sus familiares, Francisco no tuvo una participación en las Guerras de Religión de Francia, hasta que en 1587 comenzó su desconfianza en las intenciones del Duque de Guisa, se declaró en contra de la Liga Santa y comenzó a apoyar a su primo, el rey de Navarra Enrique III y a su hermano Enrique de Condé.
En 1589 después de que el rey de Francia Enrique III fue asesinado y junto a su hermano juraron y reconocieron con sangre a su primo Enrique de Navarra como rey de Francia, Enrique IV. Continuó siempre su apoyo al nuevo rey, incluso cuando la muerte Carlos, Cardenal de Borbón le llevó a ser barajado como posible candidato al trono.

## Descendencia
De su primer matrimonio con Juana de Coësmes no nació descendencia y esta murió en 1601. Contrajo segunda nupcias en 1605 con Luisa Margarita de Lorena, hija de Enrique de Guisa, pero su única hija falleció con tres semanas de vida en 1610. 
Tuvo un hijo ilegítimo, Nicolás de Conti († París, 1648), llamado el «bastardo de Conti», prior y abad de Gramont, abad de Couture en la diócesis de Le Mans y abad de Bassac en Saintonge, el 28 de septiembre de 1629.

## Muerte
Francisco de Conti falleció en París en 1614, sin herederos. El título de Príncipe de Contí sufrió un interregno hasta 1629, en que le fue otorgado al nieto de su hermano Enrique, Armando de Borbón.
| Predecesor: Título creado | Príncipe de Conti 1581-1614 | Sucesor: Armando de Conti |

- Datos: Q682207
- Multimedia: François, Prince of Conti / Q682207